# Bienvenue à Los Angeles (film)
Pour les articles homonymes, voir Bienvenue à Los Angeles.
Pour plus de détails, voir Fiche technique et Distribution.
Bienvenue à Los Angeles (Welcome to L.A.) est un film américain réalisé par Alan Rudolph, sorti en 1976.

## Synopsis
La vie et les déboires d’un groupe de jeunes adultes, qui ont connu le succès et la chute dans la ville de Los Angeles.

## Fiche technique
- Titre : Bienvenue à Los Angeles
- Titre original : Welcome to L.A.
- Réalisation : Alan Rudolph
- Scénario : Alan Rudolph
- Photographie : David Myers
- Montage : William A. Sawyer et Tom Walls
- Musique : Richard Baskin
- Producteur : Robert Altman
- Pays d'origine : États-Unis
- Format : Couleurs - Mono
- Genre : Film dramatique
- Durée : 106 minutes
- Date de sortie : 1976

## Distribution
- Keith Carradine : Carroll Barber
- Sally Kellerman : Ann Goode
- Geraldine Chaplin : Karen Hood
- Harvey Keitel : Ken Hood
- Lauren Hutton : Nona Bruce
- Viveca Lindfors : Susan Moore
- Sissy Spacek : Linda Murray
- Denver Pyle : Carl Barber
- Diahnne Abbott : Jeannette Ross